# Stana Katic
Stana Katic (Hamilton, 26 april 1978) is een Canadese film- en televisieactrice. Ze speelde onder meer detective Kate Beckett in meer dan honderd afleveringen van de misdaadserie Castle.

## Jeugd en familie
Katic heeft Servische ouders, die beiden emigreerden uit het toenmalige Joegoslavië. Ze verhuisde later met haar familie naar Aurora, Illinois. Ze verhuisde de volgende jaren heen en weer tussen Canada en de VS. Na haar afstuderen aan de West Aurora High School in 1996 studeerde ze aan de Chicago's Goodman School of Drama. Ze heeft vier broers en een zus.
Naast Engels, spreekt ze Servo-Kroatisch, Frans en Italiaans.

## Carrière
Katic speelde Hana Gitelman in Heroes, Collette Stenger in het vijfde seizoen van 24 en Jenny in de film Feast of Love, waarin ze samen met Morgan Freeman te zien was. Verder speelde ze Morgenstern in The Spirit, Corrine Veneau in de James Bond-film Quantum of Solace en Simone Renoir in het derde deel van The Librarian, The Librarian: Curse of the Judas Chalice.
In augustus 2008 kondigde ABC de misdaadserie Castle aan waarin Katic detective Kate Beckett speelt, een van de hoofdpersonen. In hetzelfde jaar begon ze haar eigen productiemaatschappij, Sine Timore Productions, wat Latijn is voor 'zonder angst'.
Tijdens het 51e Zlin Film Festival in Tsjechië, waar For Lovers Only zijn wereldpremière kende, was Katic jurylid.

## Filmografie
| Jaar | Titel                                     | Rol                 | Opmerkingen   |
| ---- | ----------------------------------------- | ------------------- | ------------- |
| 1999 | Acid Freaks                               | Annie               |               |
| 2003 | Shut-Eye                                  | Angela              |               |
| 2005 | Pit Fighter                               | Marianne            |               |
| 2006 | Faceless                                  | Diana Palos         | Televisiefilm |
| 2006 | Dragon Dynasty                            | Ava                 | Televisiefilm |
| 2007 | Feast of Love                             | Jenny               |               |
| 2008 | Would Be Kings                            | Julianna Martinelli | Miniserie     |
| 2008 | Stiletto                                  | Raina               |               |
| 2008 | Quantum of Solace                         | Corinne Veneau      |               |
| 2008 | The Librarian: Curse of the Judas Chalice | Simone Renoir       | Televisiefilm |
| 2008 | The Spirit (film)                         | Morgenstern         |               |
| 2010 | For Lovers Only                           | Sophia              |               |
| 2011 | Truth About Kerry                         | Emma                |               |
| 2011 | The Double                                | Amber               |               |
| 2013 | Big Sur                                   | Lenora Kandel       |               |
| 2013 | CBGB                                      | Genya Ravan         |               |
| 2016 | Sister Cities                             | Carolina            | Televisiefilm |
| 2016 | The Rendezvous                            | Dr. Rachel Rozman   |               |
| 2020 | A Call to Spy                             | Vera Atkins         |               |

| Jaar        | Titel              | Rol                      | Opmerkingen                         |
| ----------- | ------------------ | ------------------------ | ----------------------------------- |
| 2004        | The Handler        | Mariella                 | Afl. Bleak House                    |
| 2004        | Alias              | Stewardess               | Afl. Façade                         |
| 2004        | Dragnet            | Miriam Nelson            | Afl. Retribution                    |
| 2004        | The Shield         | Ayla                     | Afl. All In & On Tilt               |
| 2004        | JAG                | Lucienne Charmoli        | Afl. This Just in from Baghdad      |
| 2005        | The Closer         | Nadia                    | Afl. The Big Picture                |
| 2005        | ER                 | Blaire Collins           | Afl. Blame It on the Rain & Wake Up |
| 2006        | 24                 | Collette Stenger         | Afl. Day 5: 7:00 – 10.00 p.m.       |
| 2006        | Brothers & Sisters | Karen Wells              | Afl. Patriarchy                     |
| 2007        | Company Man        | Donna Baker              | Afl. Pilot                          |
| 2007        | Heroes             | Hana Gitelman            | Afl. Unexpected & Five Years Gone   |
| 2007        | CSI: Miami         | Rita Sullivan            | Afl. Deep Freeze                    |
| 2007        | The Unit           | Special Agent Debra Lane | Afl. Binary Explosion               |
| 2009 - 2016 | Castle             | Rechercheur Kate Beckett | Hoofdrol                            |
| 2017 - 2020 | Absentia           | Emily Byrne              | Hoofdrol                            |

| Jaar | Titel               | Rol                     |
| ---- | ------------------- | ----------------------- |
| 2011 | Batman: Arkham City | Talia al Ghul (stemrol) |